# 海州区 (阜新市)
海州区是中国辽宁省阜新市下辖的一个市辖区。

## 行政区划
海州区下辖6个街道办事处、1个镇：
和平街道、西山街道、河北街道、站前街道、五龙街道、平安西部街道和韩家店镇。

## 人口
根据全国第七次人口普查数据显示，截至2020年11月1日零时，海州区常住人口234029人。